# Ópera-séria

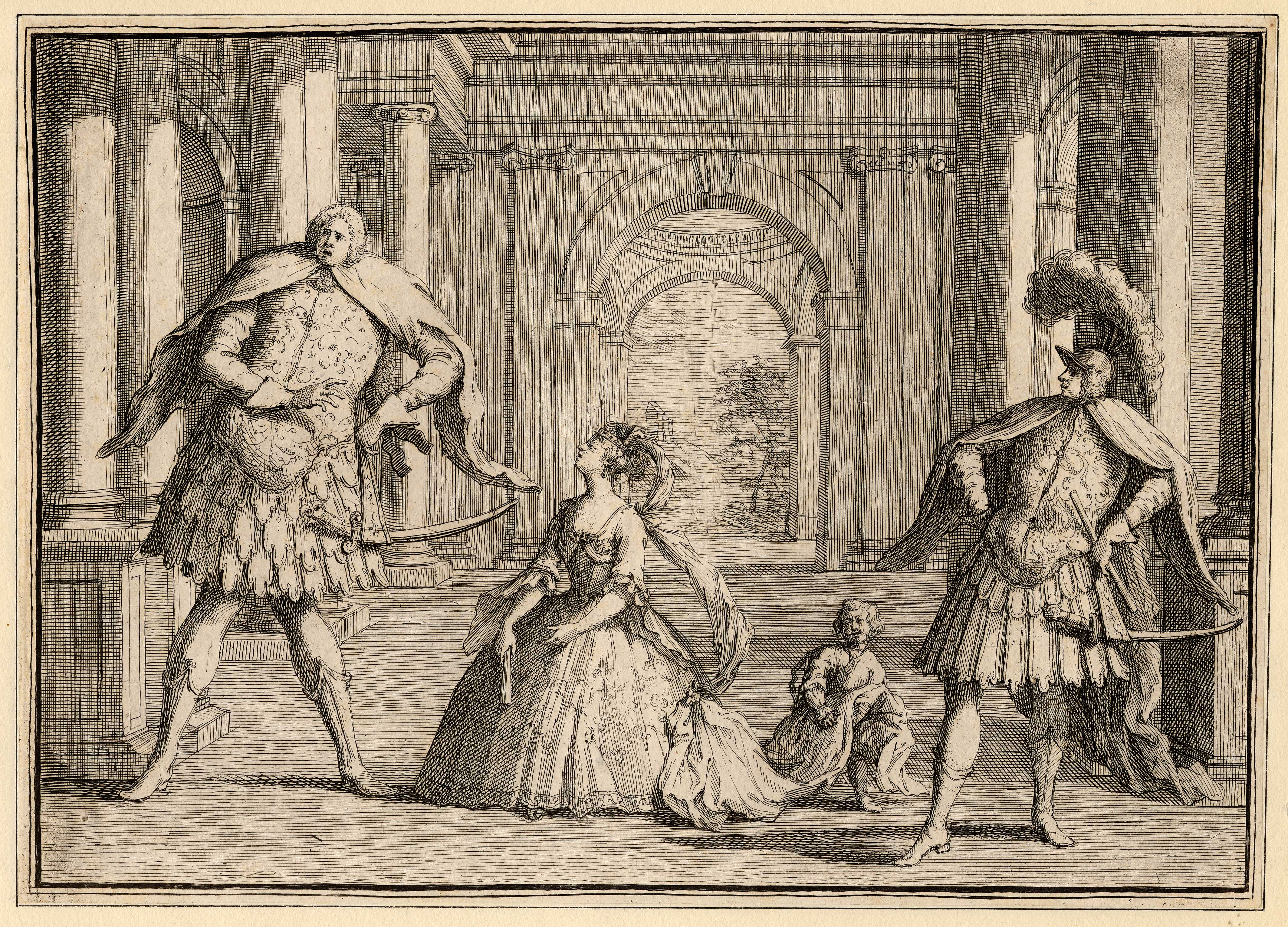
Caricatura de uma performance da ópera Flavio, de Händel, com três dos mais conhecidos cantores de ópera-séria da época: Senesino, à esquerda, a diva Francesca Cuzzoni, ao centro, e o castrato amante das artes, Gaetano Berenstadt, na direita.

Ópera-séria (em italiano: opera seria, também conhecida como dramma per musica ou melodramma serio) é um termo musical que se refere a um estilo "nobre" e "sério" de ópera italiana que predominou na Europa da década de 1710 até por volta de 1770. O próprio termo era pouco usado na época, e só se tornou comum depois que a própria opera seria saiu de moda, e passou a ser vista como um gênero histórico da ópera. A rival popular da ópera-séria era a ópera-bufa (opera buffa), a ópera-cômica que tomou como exemplo os improvisos da commedia dell'arte.
A opera seria italiana (sempre com libretos em italiano) não era composta apenas na Itália, mas também na Áustria dos Habsburgos, na Inglaterra, na Saxônia e outros Estados alemães, e até mesmo na Espanha. Era, no entanto, menos popular na França, onde o gênero nacional da ópera francesa era preferido. Alguns compositores populares de ópera-séria foram Alessandro Scarlatti, Johann Adolf Hasse, Leonardo Vinci, Nicola Porpora, Georg Friedrich Händel, Antonio Vivaldi, Leonardo Leo, Francesco Feo, e, na segunda metade do século XVIII, Niccolò Jommelli, Tommaso Traetta, Josef Mysliveček, Christoph Willibald Gluck, Joseph Haydn, Antonio Salieri, e Wolfgang Amadeus Mozart.

## Estrutura
A ópera-séria foi construída a partir das convenções austeras do dramma per musica ("drama através da música"), do chamado alto barroco, através do desenvolvimento e exploração da ária da capo, e sua forma A-B-A. A primeira seção apresentava um tema, a segunda um tema complementar, e a terceira uma repetição do primeiro, com a ornamentação e a elaboração da música feitas pelo cantor. À medida que o gênero se desenvolveu, e as árias ficaram mais compridas, uma típica ópera-séria passou a não conter mais de trinta movimentos musicais.
Uma típica ópera se iniciaria com uma abertura instrumental em três movimentos (rápido-lento-rápido), seguida por uma série de recitativos que contêm diálogos, misturados com árias que expressas as emoções do personagem; este padrão é quebrado apenas pelo dueto ocasional, destinado ao par amoroso principal. O recitativo quase sempre era secco ("seco"), isto é, acompanhado apensa pelo baixo contínuo (cravo e violoncelo). Em momentos de paixões especialmente violentas, o recitativo secco era substituído pelo stromentato ("instrumentado"), onde o cantor era acompanhado por toda a seção de cordas. Após uma ária ser cantada, com o acompanhamento de cordas e oboé (por vezes flautas ou outros instrumentos de sopro), o personagem costumava abandonar o palco, encorajando à plateia que o aplaudisse. O mesmo padrão continuava por três atos, antes de se concluir com um coro otimista, para celebrar o clímax jubilante. Cada um dos cantores principais esperavam uma grande quantidade de árias, de predisposições variadas - tristes, irritadas, heróicas ou pensativas.
A dramaturgia da ópera-séria se desenvolveu em boa parte como uma resposta à crítica francesa daqueles que frequentemente era vistos como "libretos impuros e corrompedores". Como resposta, a Academia Arcadiana, sediada em Roma, buscou retornar a ópera italiana ao que viam como "princípios neoclássicos", obedecendo as unidades dramáticas de Aristóteles, e substituindo tramas "imorais", como a da Incoronazione di Poppea, de Busenello, por narrativas altamente moralistas, que buscavam instruir, além de entreter. No entanto, os finais quase sempre trágicos do drama clássico eram rejeitados, por motivos de decoro; os primeiros autores de libretos da ópera-séria, como Apostolo Zeno, acreditavam que a virtude devia ser recompensada, e mostrada triunfando. O espetáculo e o balé, tão comuns na ópera francesa, foram banidos.

## Vozes
A era da opera seria coincidiu com a notoriedade dos castrati, cantores que frequentemente tinham dons prodigiosos, e que haviam passado por uma castração antes da puberdade, de forma a manter uma voz de soprano ou contralto alta e poderosa, aliada a décadas de um treinamento musical rigoroso. Estes cantores eram escaladas para papéis masculinos heróicos, juntamente com outra nova "raça" de criatura operática, a prima donna. O aparecimento de cantores que eram verdadeiras "estrelas", com habilidades técnicas formidáveis, motivou os compositores da época a fazerem música vocal cada vez mais complexa, e muitas óperas do período foram compostas como veículo para certos cantores específicos. Um dos mais famosos talvez seja Farinelli, cuja estreia, em 1722, foi regida por Nicola Porpora. Embora Farinelli não cantasse para Händel seu principal rival, Senesino, o fazia.